# Joana Neville, Condessa de Westmorland
Joana Neville, nascida Joana Howard (em inglês: Jane; 1533/1537 - 30 de junho de 1593) foi filha de Henrique Howard, Conde de Surrey e Francisca de Vere. 
Seus avós paternos eram Tomás Howard, 3.º Duque de Norfolk e Isabel Stafford. Seus avós maternos eram João de Vere, 15.º Conde de Oxford e Isabel Trussell.
Joana casou-se com o seu primo Carlos Neville, 6.º Conde de Westmorland, em 28 de agosto de 1564.
Nos acontecimentos que precederam a Rebelião do Norte, que fez mais em relação ao aumento das tropas do que o marido fez. Ela foi bem educada, mas talvez não tenha sido a mais inteligente das mulheres para compreender as maquinações políticas. Ela foi a primeira a exortar os rebeldes que se revoltavam contra Isabel I de Inglaterra e, ainda assim, ela esperava que Isabel a perdoasse quando eles falharam. 
Ela esperava arranjar o casamento do seu irmão, Tomás Howard, 4.º Duque de Norfolk, com Maria I da Escócia, e colocá-los no trono da Inglaterra. Ele foi executado por traição em 1572 e ela viveu em prisão domiciliária para o resto da sua vida.

## Descendência
Eles tiveram cinco filhos: 
1. Margarida Neville. Casou com Sir Nicholas Pudsey.
2. Ana Neville. Casou com David Ingleby.
3. Tomás Neville Westmoreland.
4. Catarina Neville. Casou com Sir Thomas Grey de Chillingham.
5. Leonor Neville.